# Ізюмська Лука
Ізю́мська Лу́ка — природний комплекс на території Ізюмського Харківської області, де розташований однойменний регіональний ландшафтний парк, один з об'єктів природно-заповідного фонду Харківської області.

## Історія
На унікальність природного комплексу «Ізюмської Луки» науковці звертали увагу ще з 20-х років 20 століття. Завдяки їхнім зусиллям, у 1937 році ця територія отримала статус заповідника місцевого значення під назвою «Чернеччина». Він мав площу близько 22000 га. Але в 1951 році заповідник було ліквідовано.
Нові об'єкти природно-заповідного фонду з'явились на цій території у 1984 році: Ізюмська Дача, Красношахтарська, Пісківська, Петрівський дуб-велетень, але їхня загальна площа становила лише 102,1 га.
1990 року Постановою Верховної Ради УРСР було заплановано створення тут заказника до 2000 року загальною площею 25 676 га, однак через розвал СРСР це не було реалізовано.
Лише 2003 року був створений регіональний ландшафтний парк «Ізюмська Лука», але в дуже усіченому вигляді через спротив місцевої влади, що була причетна до вирубки лісів і полювання — замість 26000 га, що спочатку планувалися, під регіональний ландшафтний парк було виділено лише 2560 га. У 2005 році рішенням Харківської обласної ради площу парку було збільшено до 5002 га.

## Регіональний ландшафтний парк
Регіональний ландшафтний парк «Ізюмська Лука» розташований на території двох районів — Ізюмського і Балаклійського Харківської області, біля сіл Петрівське, Завгороднє та Протопопівка. Територія ландшафтного парку займає частину двох лісництв: Петрівського та Завгороднівського.

## Природа
Парк розташований у заплаві на піщаній терасі долини річки Сіверський Донець, де представлені різноманітні ландшафти і типи природної рослинності. В деревостанах природного походження наявні окремі дерева сосни, дуба, тополі, що мають великі розміри і вік яких досягає 100—150 років. Присутні цінні фітоценози, що занесені до Зеленої книги України.
Природний комплекс має велику рекреаційну цінність. На території «Ізюмської Луки» мешкають представники унікального фауністичного комплексу, який не має аналогів як у Харківській області, так і в цілому в Україні. 4 види хребетних тварин занесені до Європейського Червоного списку, серед них 1 вид ссавців і 3 види птахів. 20 видів тварин занесені до Червоної книги України, серед них 2 види плазунів, 14 видів птахів, 4 види ссавців. 33 види є рідкісними для Харківської області, серед них 3 види земноводних, 5 видів плазунів, 24 види птахів.
Загалом 14 представників флори і фауни ландшафтного парку і прилеглої до нього території Ізюмської луки входять до Європейського Червоного списку, 39 — до Червоної книги України, 72 — до Червоних списків Харківської області.
«Ізюмська Лука» є також унікальним за мікорізноманіттям лісовим масивом не тільки в Україні а й на Європейському рівні. Тут знайдено 209 видів афілофороїдних грибів, 14 з яких є першими зареєстрованими на території України, а 4 види вперше відмічені у Східній Європі.

## Галерея

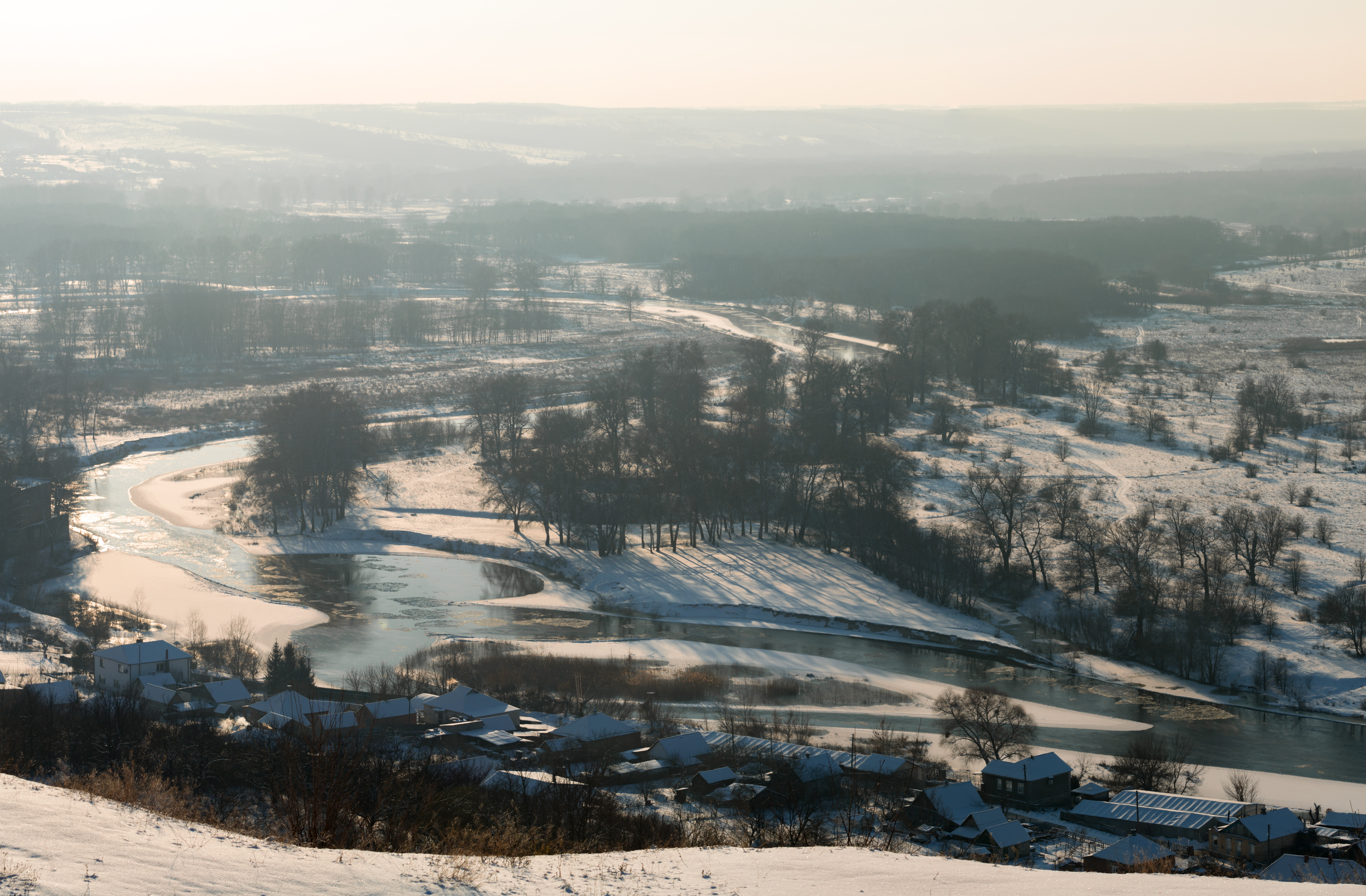
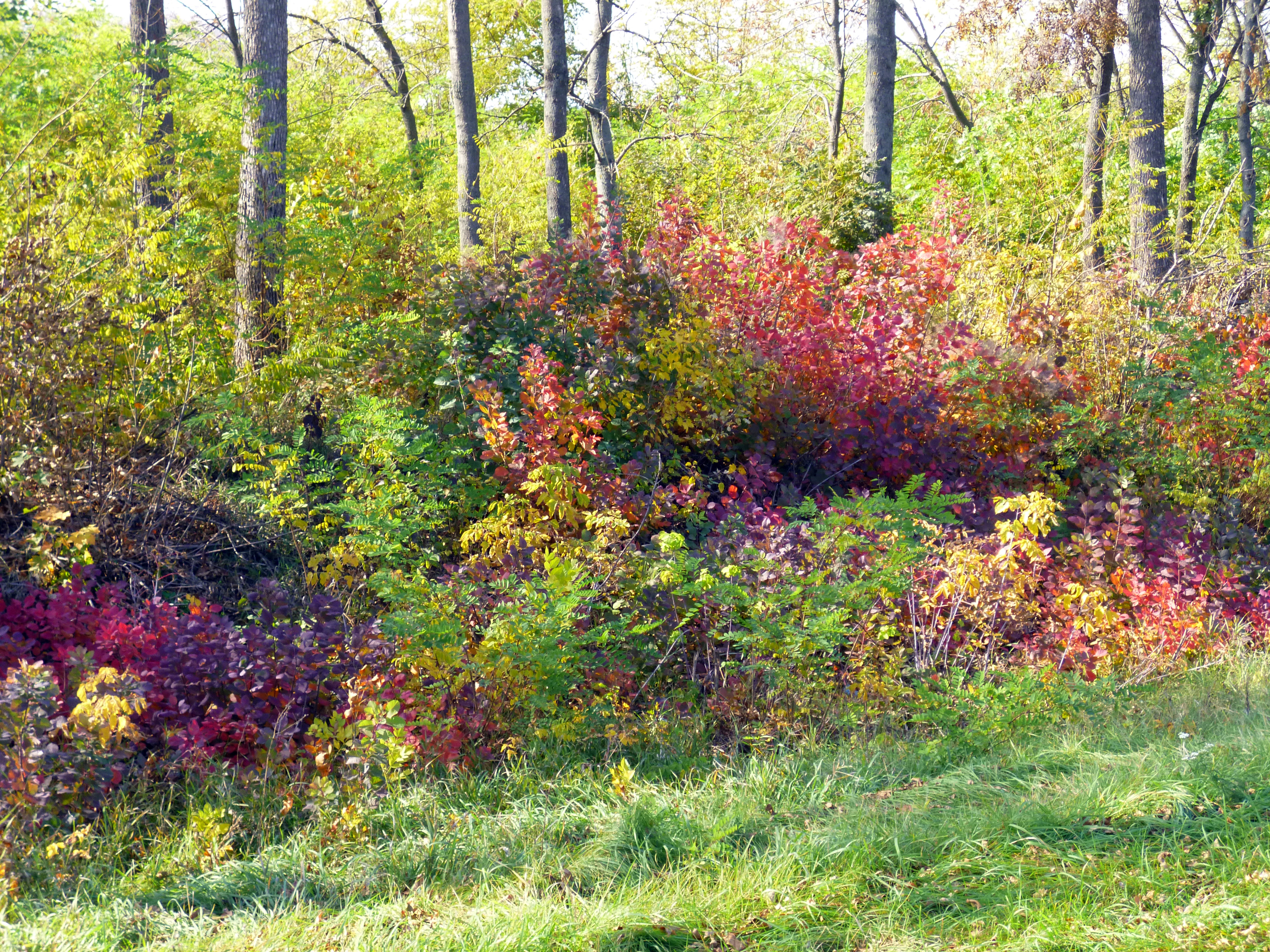
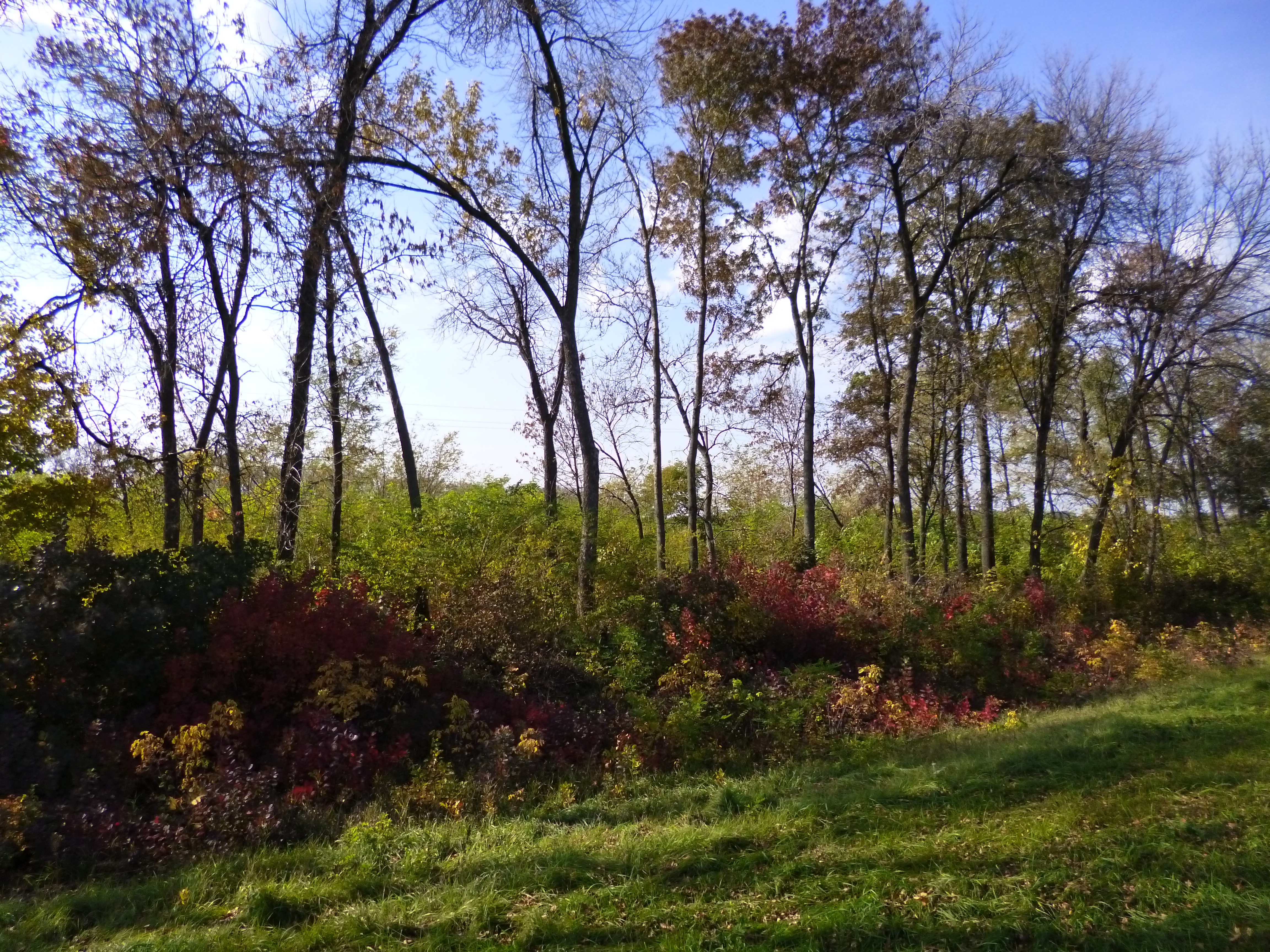
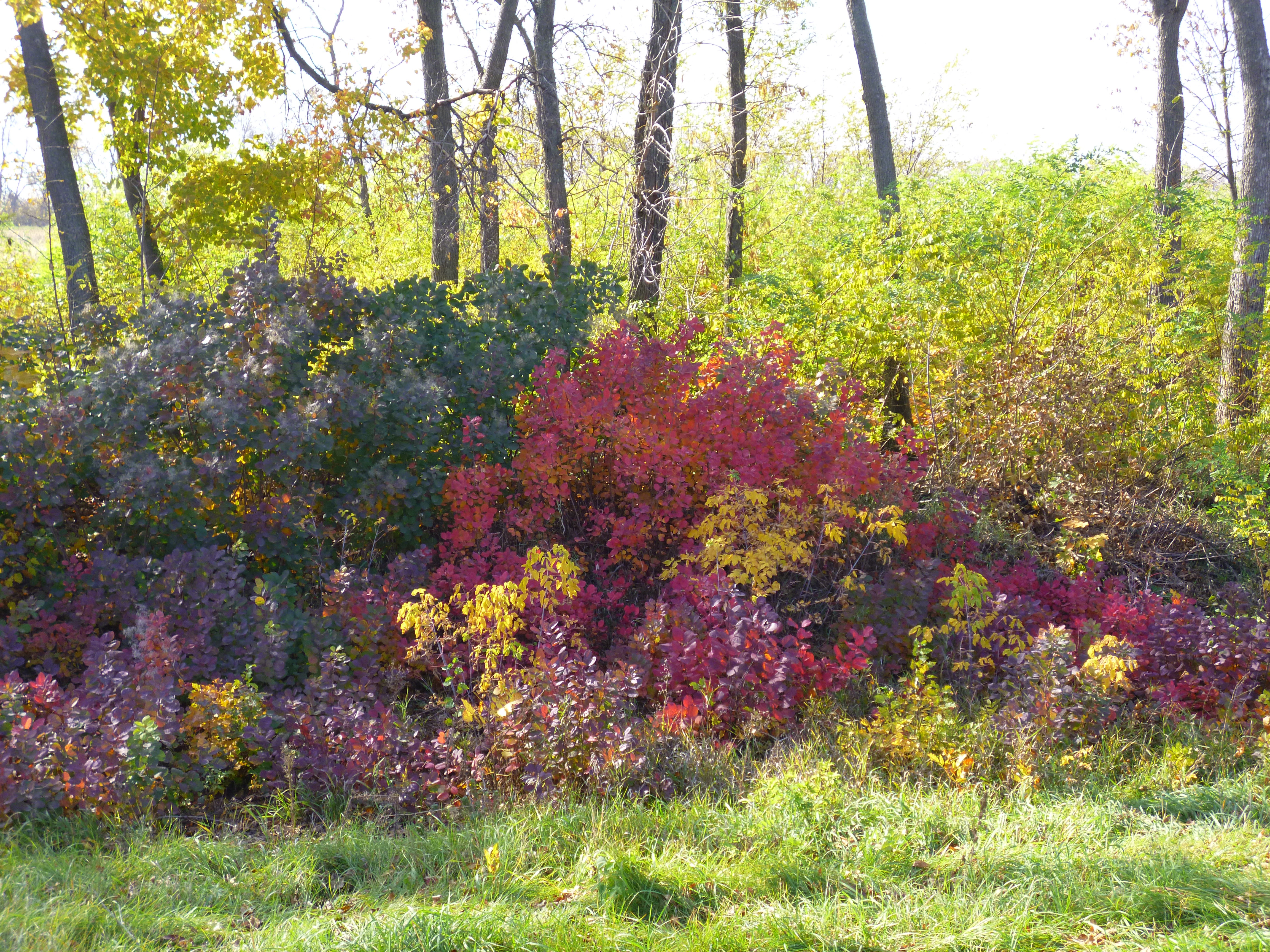
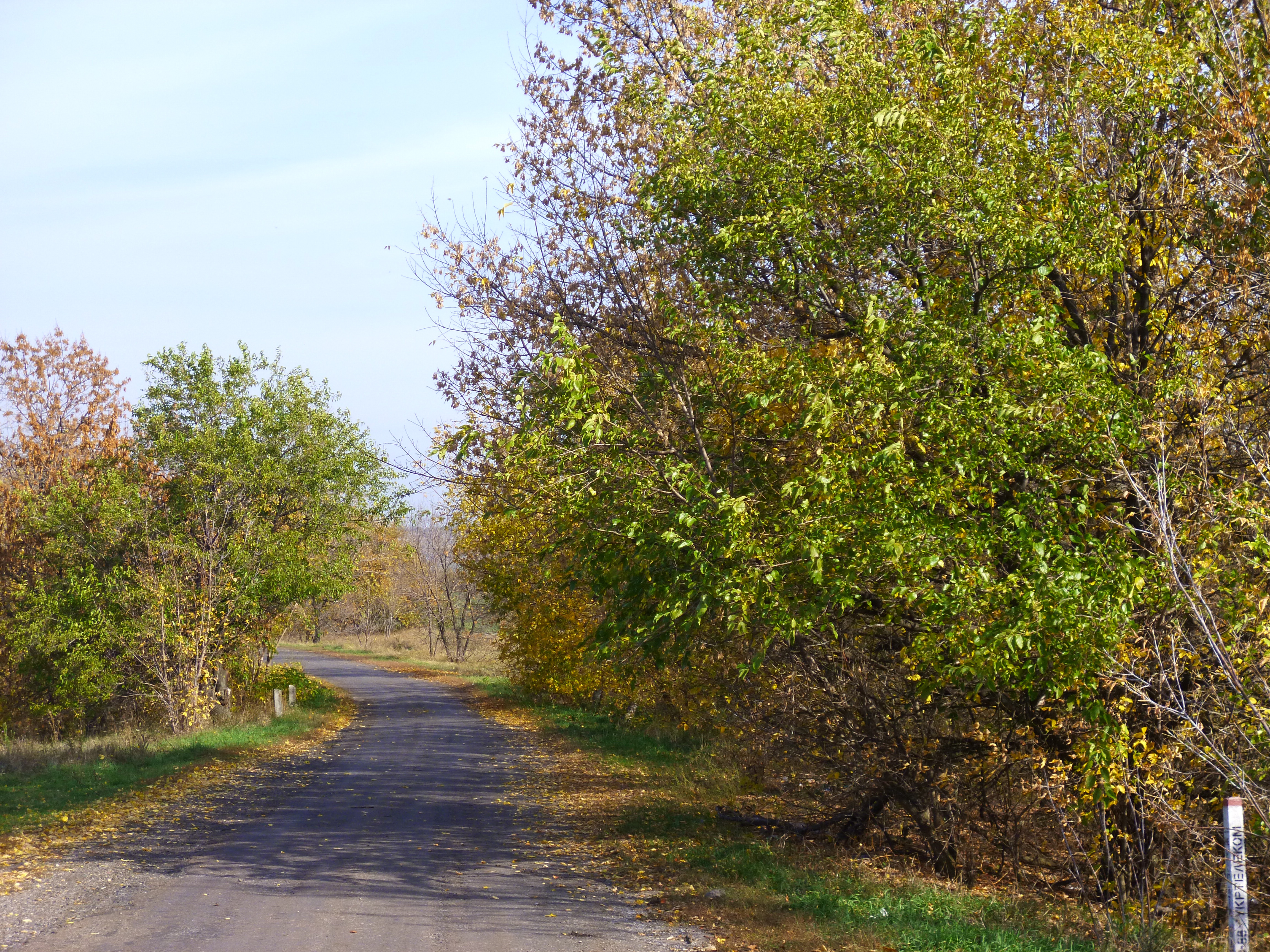
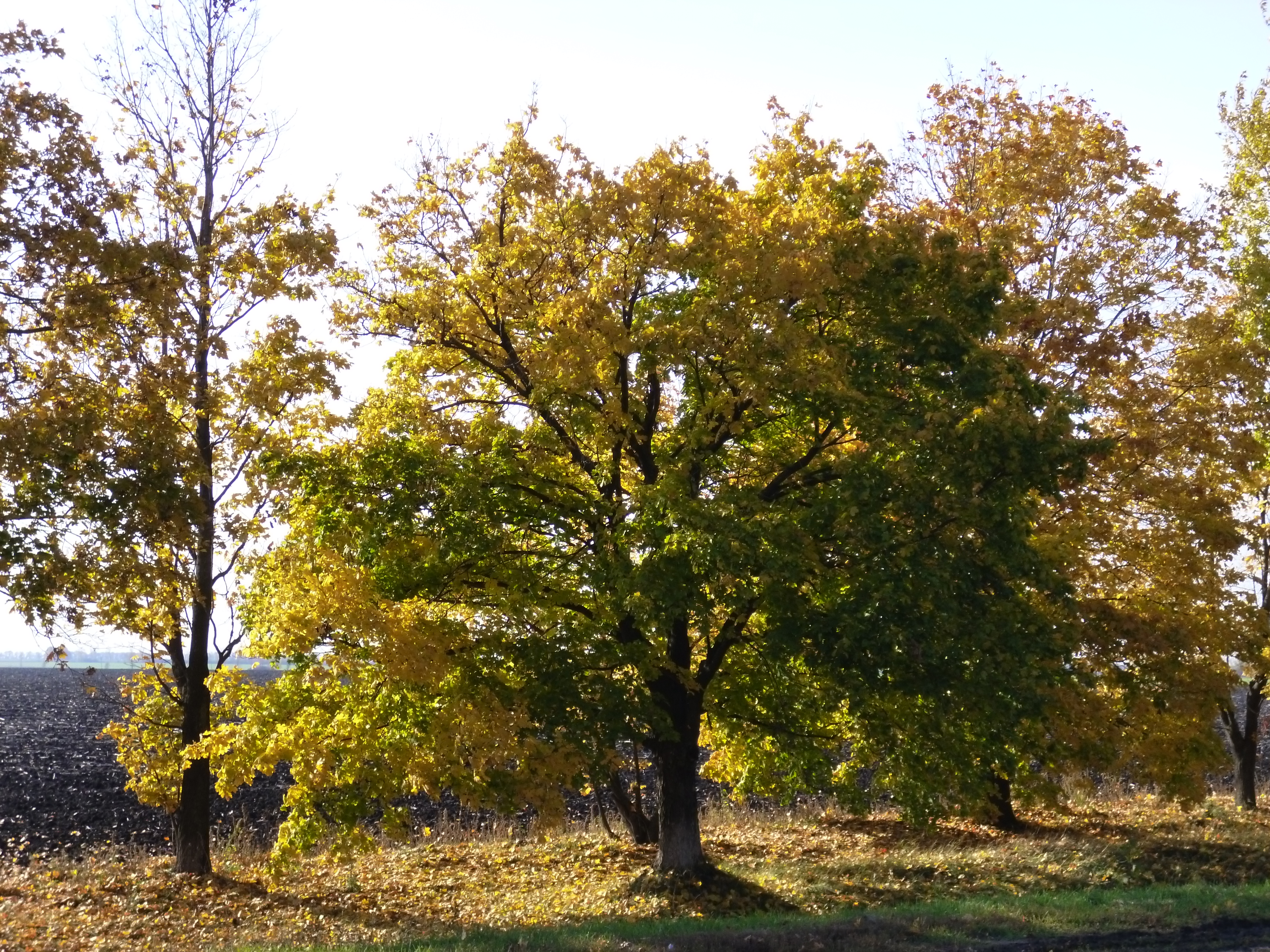
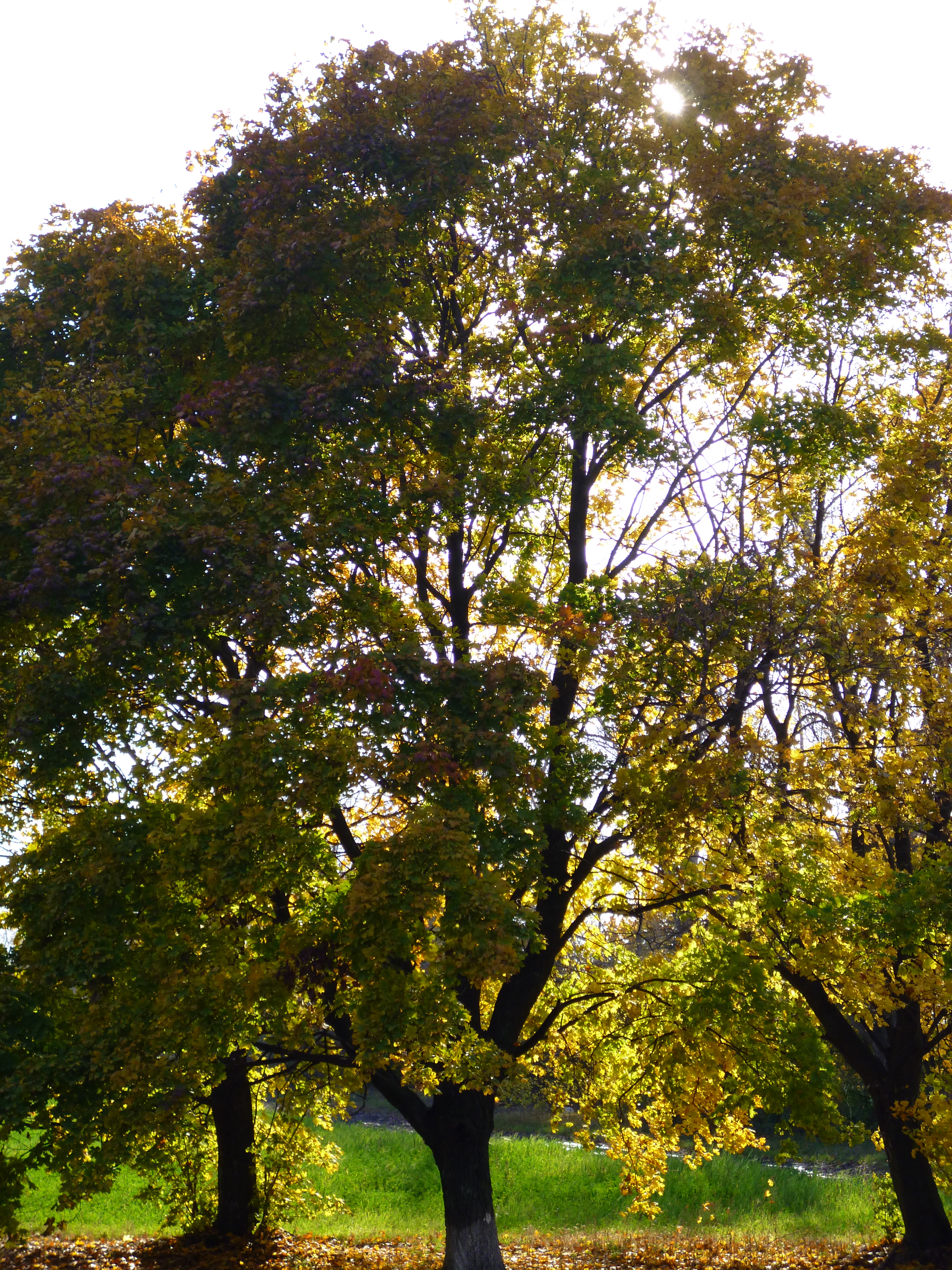
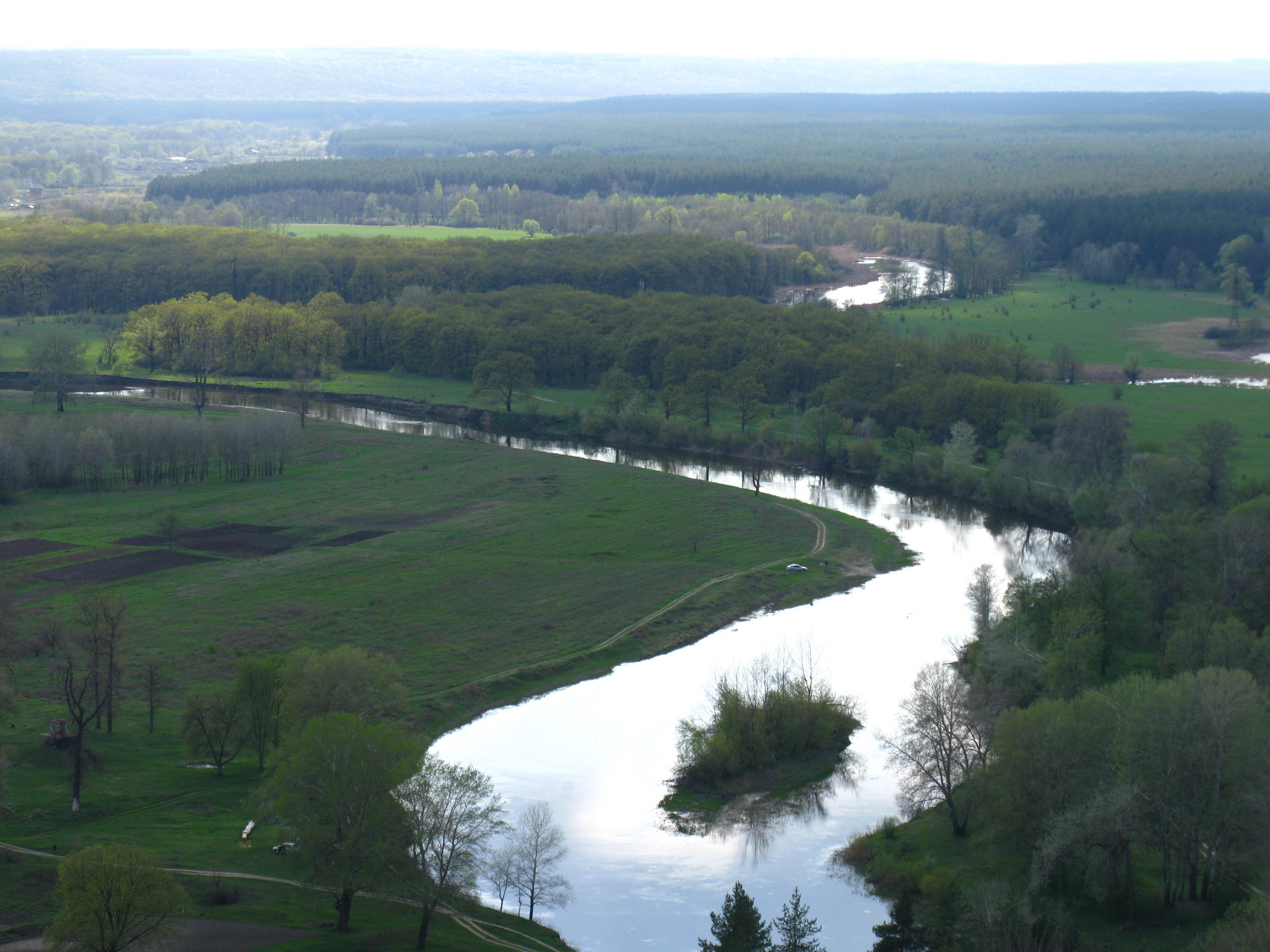

## Проблема охоронного статусу
Зважаючи на видове багатство «Ізюмської Луки» та велику кількість раритетних видів, яка є порівняною або й перевершує такі природоохоронні території як Український степовий заповідник і Національний природний парк «Святі Гори», і на той факт, що з унікального природоохоронного комплексу охороняється лише незначна частина, та й то на регіональному рівні, науковці наполягають на реорганізації існуючого регіонального ландшафтного парку «Ізюмська Лука» площею 5002 га у національний парк площею 26000 га із включенням до нього заплавних лісів, що межують з піщаною терасою.